# Brasilianische Badmintonmeisterschaft
Brasilianische Meisterschaften im Badminton werden seit 1991 als Copa Sul de Badminton ausgetragen. In den Jahren davor ermittelte der regionale Badmintonverband von São Paulo inoffizielle Titelträger des Landes. 1994 wurden die Meisterschaften unter ausländischer Beteiligung ausgetragen. Seit 2015 werden Copa Sul und nationale Meisterschaft getrennt ausgetragen und die Meisterschaftsnummerierung wurde mit diesem Jahr zurückgesetzt auf eins. 2019 gab es eine erneute Namensänderung in Copa do Brasil. Internationale Meisterschaften von Brasilien gibt es bereits seit 1984.

## Die Sieger
| Nr.                                | Saison            | Herreneinzel         | Dameneinzel            | Herrendoppel                                                   | Damendoppel                                   | Mixed                                 |
| ---------------------------------- | ----------------- | -------------------- | ---------------------- | -------------------------------------------------------------- | --------------------------------------------- | ------------------------------------- |
| Copa Sul de Badminton              |                   |                      |                        |                                                                |                                               |                                       |
| I                                  | 1991              | Leandro Santos       | Hao Min Huai           | Leandro Santos Wang Chi Fong                                   | Hao Min Huai Waldette Wahba                   | Paulo Fam Sandra Miashiro             |
| II                                 | 1992              | Paulo Fam            | Sandra Miashiro        | Paulo Fam Wang Chi Fong                                        | Hao Min Huai Sandra Miashiro                  | Paulo Fam Sandra Miashiro             |
| III                                | 1993              | Paulo Fam            | Patrícia Finardi       | Agnaldo Chang Leandro Santos                                   | Patrícia Finardi Kao Mei I                    | Leandro Santos Patrícia Finardi       |
| IV                                 | 1994              | Rasmus Tharsgaard    | Ximena Bellido         | Federico Valdez Gustavo Salazar                                | Ursula Blanco Ximena Bellido                  | Federico Valdez Ximena Bellido        |
| V                                  | 1995              | Leandro Santos       | Cristina Nakano        | Leandro Santos Marcelo Martins                                 | Cristina Nakano Iara Hamaoka                  | Leandro Santos Fernanda Kumasaka      |
| VI                                 | 1996              | Ricardo Trevelin     | Patrícia Finardi       | Leandro Santos Marcelo Martins                                 | Hao Min Huai Sandra Miashiro                  | Paulo von Scala Sandra Miashiro       |
| VII                                | 1997              | Guilherme Pardo      | Lais Ahnert            | Guilherme Kumasaka Paulo von Scala                             | Hao Min Huai Sandra M. Cattaneo               | Huang Shuan Hao Min Huai              |
| VIII                               | 1998              | Guilherme Pardo      | Fernanda Kumasaka      | Guilherme Kumasaka Leandro Santos                              | Fernanda Kumasaka Lais Ahnert                 | Leandro Santos Fernanda Kumasaka      |
| IX                                 | 1999              | Ricardo Trevelin     | Cristina Nakano        | Guilherme Pardo Ricardo Trevelin                               | Cristina Nakano Fernanda Kumasaka             | Leandro Santos Fernanda Kumasaka      |
| X                                  | 2000              | Guilherme Pardo      | Fernanda Kumasaka      | Guilherme Pardo Ricardo Trevelin                               | Hao Min Huai Sandra Cattaneo                  | Ricardo Trevelin Hao Min Huai         |
| XI                                 | 2004              |                      |                        |                                                                |                                               |                                       |
| XII                                | 2005              |                      |                        |                                                                |                                               |                                       |
| XIII                               | 2006              | Paulo von Scala      | Renata Faustino        | Lucas Araújo Paulo von Scala                                   | Paula Pereira Thayse Cruz                     | Hugo Arthuso Lay Ann Lie              |
| XIV                                | 2007              | Guilherme Pardo      | Fabiana Silva          | Lucas Araújo Paulo von Scala                                   | Paula Pereira Paula Villela                   | Luis Martin Thayse Cruz               |
| XV                                 | 2008              | Yasmin Cury          | Guilherme Pardo        | Guilherme Pardo Guilherme Kumasaka                             | Fabiana Silva Paula Pereira                   | Lucas Araújo Roberta Angi             |
| XVI                                | 2009              | Luis Cereda          | Fabiana Silva          | Lucas Araújo Luis Martin                                       | Fabiana Silva Paula Pereira                   | Lucas Araújo Roberta Angi             |
| XVII                               | 2010              | Luis Cereda          | Fabiana Silva          | Guilherme Kumasaka Hugo Arthuso                                | Fabiana Silva Marina Eliezer                  | Luis Cereda Marina Eliezer            |
| XVIII                              | 2011              | Aleksander Silva     | Paula Pereira          | Guilherme Kumasaka Marcelo Tsuchida                            | Claudia Low Thayse Cruz                       | Aleksander Silva Renata Faustino      |
| XIX                                | 2012              | Alex Tjong           | Fabiana Silva          | Leonardo Alkimin Hugo Arthuso                                  | Paula Pereira Fabiana Silva                   | Alex Tjong Paula Pereira              |
| XX                                 | 2013              | Gabriel Gandara      | Mariana Pedrol Freitas | Pedro Chen Gabriel Gandara                                     | Emanuelly Rocha Farias Andreza Miranda Santos | Thomas Moretti Mariana Pedrol Freitas |
| XXI                                | 2014              | Daniel Paiola        | Fabiana Silva          | Daniel Paiola Hugo Arthuso                                     | Fabiana Silva Paula Pereira                   | Hugo Arthuso Fabiana Silva            |
| XXII                               | 2015              | Daniel Paiola        | Lohaynny Vicente       | Daniel Paiola Hugo Arthuso                                     | Lohaynny Vicente Luana Vicente                | Fabio Soares Luana Vicente            |
| XXIII                              | 2016              | Artur Silva Pomoceno | Lohaynny Vicente       | Daniel Paiola Hugo Arthuso                                     | Fabiana Silva Lohaynny Vicente                | Alex Tjong Lohaynny Vicente           |
| Campeonato Brasileiro de Badminton |                   |                      |                        |                                                                |                                               |                                       |
| I                                  | 2015              | Luíz dos Santos      | Paloma da Silva        | Artur Silva Pomoceno Fabio Soares                              | Marta Lopes Paloma da Silva                   | Leonardo Alkimin Ana Paula Campos     |
| II                                 | 2016              | Artur Silva Pomoceno | Lohaynny Vicente       | Daniel Paiola Hugo Arthuso                                     | Fabiana Silva Lohaynny Vicente                | Alex Tjong Lohaynny Vicente           |
| III                                | 2017              | Mateus Carijo Cutti  | Jeisiane Alves         | Cleyson Nobre Dos Santos Isak Pinheiro De Souza Batalha        | Jaqueline Carvalho Mariana Freitas            | Francielton Farias Jeisiane Alves     |
| IV                                 | 2018              | Artur Silva Pomoceno | Mariana Freitas        | Jonathan Santos De Souza Matias Isak Pinheiro De Souza Batalha | Bianca de Oliveira Lima Mariana Freitas       | Matheus Voigt Bianca de Oliveira Lima |
| V                                  | 2019              | Artur Silva Pomoceno | Fabiana Silva          | Francielton Farias Fabrício Farias                             | Lohaynny Vicente Luana Vicente                | Matheus Voigt Bianca de Oliveira Lima |
| 2020 2022                          | nicht ausgetragen | nicht ausgetragen    | nicht ausgetragen      | nicht ausgetragen                                              | nicht ausgetragen                             |                                       |
| 2023 2024                          | keine Daten       | keine Daten          | keine Daten            | keine Daten                                                    | keine Daten                                   |                                       |